# Мобильный сайт
Мобильный сайт — сайт, расположенный в сети либо на локальном носителе по определённому адресу (домену), созданный для просмотра на мобильных устройствах, чаще всего для просмотра с помощью мобильного браузера.
В понятие «мобильный сайт» вкладывают то, что пользователь увидит на экране мобильного устройства в результате использования мобильного браузера, а именно — загрузки в него файла с кодом разметки документа и последующей его интерпретацией.
Сегодня специализированных мобильных  сайтов практически не существует, поскольку большинство вебсайтов ныне умеет переключаться с настольной версии на мобильную.

## Языки разметки документа
Для создания страниц мобильного сайта чаще всего используют:
- HTML — для мобильных браузеров, поддерживающих данный язык разметки.
- XHTML 1.0 mobile — для современных мобильных браузеров.
- WML — для устаревших мобильных устройств либо для экономии мобильного трафика

## Основные характеристики
- Размер. Общий объём информации загружаемой мобильным браузером в процессе работы с мобильным сайтом
- Совместимость. Одинаковое отображение на разных версиях браузеров и типах устройств
- Удобство пользования. Юзабилити

## Распространённые названия
Мобильный интернет портал, мобильный сайт, WAP-сайт.

## WAP-сайт
WAP-сайт — это определённый сайт с отдельным адресом (доменом) источник информации в сети Интернет, специально созданный для отображения на мобильном (сотовом) телефоне или ином мобильном устройстве или компьютере при наличии установленных браузеров, поддерживающих эту технологию.
Со временем название «WAP-сайт» стало применяться ко всем сайтам, специально предназначенным для отображения на дисплеях мобильных устройств, вне зависимости от протокола передачи данных (WAP, GPRS, 3G).
WAP-сайт обычно создаётся с учётом некоторых условий:
- Условие языка. WAP-браузер поддерживает не все теги языка разметок HTML, в результате чего «HTML-сайт» не будет корректно отображаться на дисплее мобильного устройства. В частности, для WAP-сайтов был создан консорциумом WAP Forum специальный язык разметок — WML;
- Условие трафика. WAP-трафик изначально стоил гораздо дороже, чем GPRS-трафик, поэтому WAP-сайт в интересах пользователей должен был иметь небольшой размер. Кроме того, в некоторых моделях мобильных телефонов размер подгружаемых страничек был ограничен аппаратно (около 3 килобайт).
- Условие удобства пользования. При посещении WAP-сайтов перемещение по страничке требует от пользователя совершения множества «кликов», а перемещение по внутренним ссылкам заставляет его ждать длительное время. При создании WAP-сайтов необходимо учитывать этот человеческий фактор.

У WAP-сайтов есть также много других специфических и узкопрофессиональных особенностей.
Для создания WAP-сайта может быть использована система управления содержимым.

## Примечание
1. ↑  Существует точка зрения, что мобильный сайт нельзя называть WAP-сайтом, так как технологи WAP не относится ни к одному языку разметки документов (WML, HTML, XHTML mobile), а является протоколом передачи данных. Если называть мобильные сайты WAP-сайтом, то аналогично веб-сайт можно было бы называть TCP/IP-сайтом, что на самом деле не используется в обиходе. С другой стороны, в русском языке нет установленных правил, согласно которым сайты мобильного интернета необходимо характеризовать исключительно языком разметки — таким образом, название WAP-сайт может использоваться, как традиционно принятое название.
2. ↑  WAP-сайт, PDA-сайт, мобильный сайт — где разница и почему все заблуждаются Архивная копия от 6 июля 2010 на Wayback Machine /Битая ссылка/